# Земля 2
«Земля 2» (англ. Earth 2) — научно-фантастический телесериал, который показывался в США с ноября 1994 по июнь 1995. Шоу было закрыто после первого сезона, состоящего из 22-х эпизодов. В нём рассказывается о путешествии небольшой экспедиционной группы на схожую с Землёй планету, G889, для поиска лекарства от болезни, названной «Синдром».

## Сюжет
В 2192 большая часть человечества покинула Землю, чтобы жить на больших орбитальных космических станциях. Земля стала практически необитаемой, за исключением небольшого количества людей, все же проживающих на ней.
8-летний Улисс Адэр, сын миллиардера Девон Адэр, заразился редкой смертельной болезнью, Синдромом, о которой не известно ни властям, ни всему медицинскому сообществу. Была выдвинута теория, согласно которой это сугубо детское заболевание и оно вызвано отсутствием окружающей среды, сходной с земной. Большинство детей, которые рождаются с этим заболеванием, живут не более девяти лет. Отчаянно пытаясь спасти своего сына, Девон собирает экспедицию, которая попытается приземлиться на планету, находящуюся в 22-х световых годах от Земли, для того, чтобы семьи с такими же детьми могли переселиться туда.
Двадцать два года спустя корабль прибыл на G889, но потерпел крушение при посадке совсем не на той стороне планеты, куда было запланировано приземление. Отдельные участники группы разбросаны по всей планете. И вот они начинают свой долгий и опасный путь к нужному месту.

## В ролях
| Актёр              | Роль                 |
| ------------------ | -------------------- |
| Дебра Фарентино    | Дэвон Адэр           |
| Джоуи Зиммерман    | Улисс Адэр           |
| Клэнси Браун       | Джон Дэнзигер        |
| Салливен Уокер     | Джеил                |
| Джессика Стин      | доктор Джулия Хеллер |
| Ребекка Гейхарт    | Бесс Мартин          |
| Джон Гегенхабер    | Морган Мартин        |
| Мэдисон Райт       | Тру Дэнзигер         |
| Антонио Сабато мл. | Алонзо Солас         |